# Joaquín Larrivey
Joaquín Larrivey (født 20. august 1984) er en argentinsk fodboldspiller.